# Little Whale Cay
Little Whale Cay är en ö i Bahamas.   Den ligger i distriktet Berry Islands District, i den nordvästra delen av landet, 60 km nordväst om huvudstaden Nassau. Arean är 0,26 kvadratkilometer.
Terrängen på Little Whale Cay är mycket platt. Öns högsta punkt är 12 meter över havet. Den sträcker sig 0,7 kilometer i nord-sydlig riktning, och 0,8 kilometer i öst-västlig riktning.